# Edward John Trelawny
Pour les articles homonymes, voir Trelawny.
Pour le récit inspiré de sa vie, voir Edward John Trelawnay (bande dessinée).

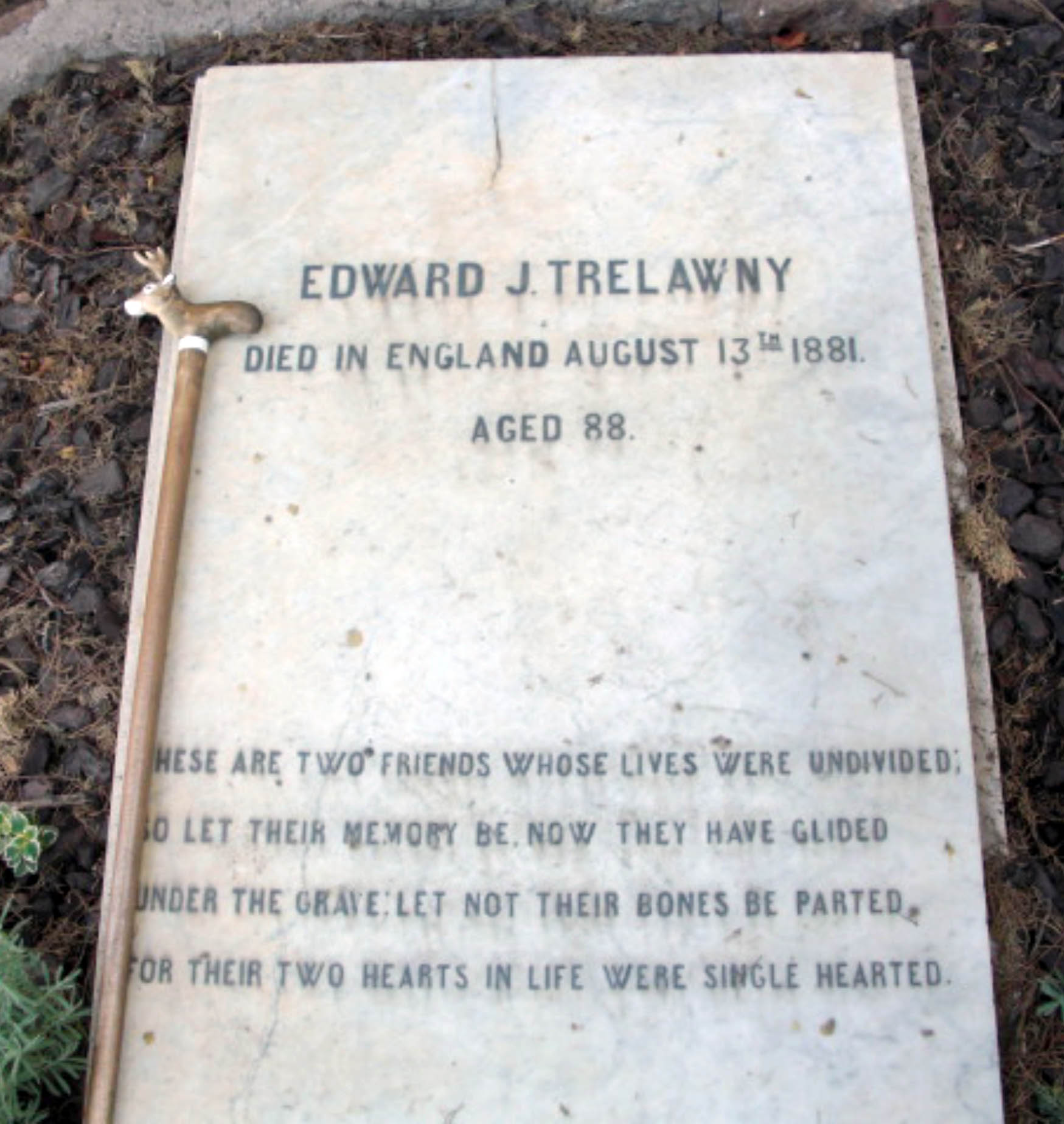
Tombe de Trelawny avec une épitaphe de Shelley au cimetière du Testaccio.

Edward John Trelawny, né le 13 novembre 1792, probablement en Cornouailles et mort  le 13 août 1881 à Sompting (Sussex de l'Ouest) est un biographe, romancier et aventurier anglais connu pour son amitié avec les poètes romantiques anglais  Lord Byron et Shelley. 
Il s'engage très jeune dans la marine anglaise comme c'était la coutume d'alors et raconte avoir déserté son navire de la Royal Navy qui se trouvait dans l'Océan Indien. Il serait ensuite devenu corsaire au service de la France. Aventurier dans les mers du Sud, il déclare avoir commandé un bâtiment et participé à divers coups de main. En fait il avait banalement démissionné.
Après 1815 il rencontre en Italie Lord Byron et Shelley et devient leur ami. Il accompagne Byron dans son expédition en Grèce insurgée ; il devient un partisan du chef militaire Odysséas Androútsos, qu'il rejoint en Phocide en mai 1824 et dont il épouse la demi-sœur âgée de 13 ans. Après la reddition d'Androutsos aux autorités grecques, il reste dans la grotte fortifiée qui lui servait de repaire. Il fait l'objet d'une tentative d'assassinat en juin 1825 par un autre Anglais, recevant deux balles. Il quitte la grotte en août et se réfugie à Céphalonie, où il reste jusqu'en 1828. Au cours de son séjour sur l'île, il divorce de sa femme après la naissance de leur fille.
Il publie en 1831 ses Mémoires de jeunesse qui ont un succès européen et en France elles sont adaptées par Alexandre Dumas. Après un épisode mondain et politique comme libéral radical, il se retire à la campagne. Il meurt paisiblement en 1881 à 88 ans. Il est enterré au cimetière du Testaccio. Sur sa tombe sont inscrits les vers du poème de Shelley Épitaphe.
Ses aventures (imaginaires ?) et son livre ont inspiré plusieurs auteurs de bande dessinée : Dieter et Éric Hérenguel pour la série Edward John Trelawnay, Richard Marazano et Alfonso Font pour Les Mémoires d'un gentilhomme corsaire.

## Œuvres
- 1831, Mémoires d'un gentilhomme corsaire
- 1858, Les Derniers jours de Shelley et Byron : Souvenirs, 1995, traduit par André Fayot, ed. José Corti,  (ISBN 2714305385)
- 1878, Records of Shelley, Byron and the Author (Souvenirs sur Shelley, Byron et l'auteur).